# Eulampis
Eulampis is een geslacht van vogels uit de familie kolibries (Trochilidae) en de onderfamilie Polytminae.

## Soorten
Het geslacht kent de volgende soorten:
- Eulampis holosericeus  – Groenkeelkolibrie
- Eulampis jugularis  – Granaatkolibrie